# Салтовский район
Салтовский район (укр. Салтівський район) — административный район в восточной части города Харькова.
Выделен 2 сентября 1937 года из Петинско-Журавлёвского (Кагановичского) района (в 1937 Петинско-Журавлёвский городской район Харькова был разделён на Кагановичский (ныне Киевский) и Сталинский (ныне Салтовский). До 14 ноября 1961 назывался Сталинским в честь И.В. Сталина. С 1961 по 2022 год назывался Московским в честь Московского проспекта (который так же переименован 11 мая 2022 года), по которому исторически проходила дорога в сторону Москвы. Крупнейший по населению административный район города Харькова.

## Общие сведения
Салтовский район занимает территорию 22,7 км², площадь зеленой зоны — 4,62 км², население составляет 295 тысяч человек.
Общая территория улиц и переулков района 1581 тыс. м².
Площадь дорог района — 1581 тыс. м².
Протяженность сетей наружного уличного освещения более 300 км.
Количество домов составляет 5966, общей площадью 5,4 км².
Находится на северо-востоке города. Соседствует с Киевским районом на севере и западе, со Слободским, с Основянским и Немышлянским на юге.

## История

### XVII—XVIII вв.
Годом основания Харькова считается 1654, когда началось строительство крепости. На восточной части крепости возвышалась Московская проезжая башня (бывшая Шаповаловская), от которой начинался путь, ведущий в Москву (позднее — Проспект Героев Харькова).
В начале XVIII века были заселены Подол — район между крепостью и река Харьков, а в 30-40-е годы этого же века, когда миновала угроза нападения со стороны татар, начали застраиваться земли за рекой Харьков, называемые Захарьков. Возникла так называемая Харьковская сторона.

### XIX-начало XX вв.
В XIX веке заселение этой территории проходило значительно быстрее. Это было связано с развитием ремесленного, а затем и промышленного производства, торговли. До 1816 года на Михайловской площади (ныне Площадь Героев Небесной сотни), а затем на Конной (Площадь Защитников Украины) проводилась конная ярмарка. В июне на этой же площади происходила и знаменитая Троицкая ярмарка, на которой в основном велась оптовая торговля.
Во второй половине XIX века, после отмены крепостного права Захаркивський район начал быстро превращаться из преимущественно торгово-ремесленного на промышленный. Среди предприятий, которые были основаны в это время, среди которых завод «Товарищества Гельферих-Саде» — первенец крупной промышленности Харькова (позже — моторостроительный завод «Серп и молот»). Бурный подъем экономики эпохи «золотого века» отечественного предпринимательства сопровождалось ростом числа учреждений образования и культуры, здравоохранения и спорта.
В 1877 году был возведен дом для 1-го реального училища (сегодня — один из корпусов Харьковского государственного технического университета сельского хозяйства), через пять лет — дом для 2-й женской гимназии. В конце XIX — начале XX в. был построен комплекс Николаевской больницы (теперь больница № 17, первый в Харькове стадион, который впоследствии стал стадионом «Серп и молот».
В 1883 году по Старомосковской улице (проспект Героев Харькова) сначала до 1-го реального училища, а затем — в Конной площади началось движение конки, в 1906 году по территории района прошел первый трамвай.
В 1869 году первые улицы на территории будущего Салтовского района были освещены газовыми фонарями. В конце XIX века здесь появилось электрическое освещение. Вознесенская площадь стала центром телефонизации Харькова. Отсюда, из Центральной телефонной станции, пошли по городу линии нового связи.

### 1917—1941
Во время Октябрьской революции на территории района проходили забастовки и многотысячные манифестации.
Гражданская война и интервенция привели к существенному уменьшению экономического потенциала района. Промышленное оборудование заводов было частично вывезено, частично стало непригодным, материальные ценности в значительной мере были разграблены. В начале 20-х годов начинаются широкие преобразования в разных сферах жизни. В том числе большие изменения произошли и в административно-территориальном устройстве города.
К концу 1925 года промышленные предприятия района возобновили работу, а некоторые по объему производства даже превысили довоенный уровень.
Во второй половине 20-х годов возникает целый ряд новых фабрик и заводов, а старые были подвергнуты реконструкции. В 1930 году на базе авторемонтных мастерских был создан завод «Поршень».
С 1931 года начинается история развития Харьковского электротехнического завода (такое название он получил в 1938 году).
В 1920—1930-е годы в районе возникла густая сеть школ-семилеток, а позже — школ с десятилетним сроком обучения, фабрично-заводских школ, школ рабочей молодежи. Широкий размах приобрела борьба с неграмотностью, которая в основном успешно завершилась в 30-е годы.
Значительным событием в истории высшего образования на Украине стало открытие в 1930 году Харьковского института инженеров железнодорожного транспорта.
Развивалась и наука. На базе 4-й советской больницы (бывшая Сабурова дача) был создан Украинский институт клинической психиатрии и социальной психогигиены (позже здесь была организована Украинская психоневрологическая академия).
1922 году был создан Первый государственный НИИ охраны материнства и детства.
В 1920—1930-е годы широко развернулось массовое физкультурное движение. В довоенный период район имел два крупных спортивных сооружения: стадион «Серп и молот» и единственный тогда в городе бассейн (открыт в 1927 году).
Произошли и другие изменения: в 1928 году начался автобусное движение, в 1931 — теплофикация города 1 района, на улицах появились громкоговорители.
В 1937 году Постановлением Президиума ЦИК СССР от 2 сентября был создан Сталинский район города Харькова

### В годыВеликой Отечественной войны
Нападение фашистской Германии на Харьков прервало мирное строительство, нанесла огромный ущерб хозяйству.
Когда во время многодневных и кровопролитных боев фашисты ворвались в Харьков, оборону в районе площади Фейербаха удерживали харьковские ополченцы, штаб полка которых, расположился в доме Харьковского института инженеров железнодорожного транспорта.
23 августа 1943 — один из наиболее знаменательных дней и истории Харькова, день его освобождения от фашистских захватчиков. В 1945 году на пл. Фейербаха, на братской могиле советских воинов, погибших при обороне города в марте 1943 года, был установлен обелиск. В 1949 году установили надгробие на месте захоронения советских воинов, отдавших жизнь за освобождение Харькова в марте и августе 1943 год, (3-е городское кладбище по ул. Академика Павлова). Мемориальные доски и памятные знаки установлены в других местах района.
Сразу же после освобождения города начались работы по его восстановлению. В 1945 году продукцию производила почти половина довоенных промышленных предприятий, а в 1948 — промышленность района достигла довоенного уровня.

### В советское время
Конец 1960—1980-х годов стал важным периодом в жизни района. Хотя эти годы и получили название «эпоха застоя» (и не безосновательно), и именно тогда были достигнуты немалые успехи, в том числе происходили модернизация и дальнейшая концентрация производства.
14 ноября 1961 Указом Президиума Верховного Совета УССР в рамках борьбы с «культом личности», после XX съезда КПСС, район был переименован в Московский в честь крупнейшей улицы города — Проспекта Героев Харькова, в основном проходящего по территории района.
В 1965 году был создан завод «Электробритва». В 60-е годы завершилась реконструкция завода «Поршень». А в 1976 году на его базе и нескольких других предприятий было создано производственное объединение «Харкивтракторозапчастина» (теперь АО «Автрамат»). В 1979 году началась очередная реконструкция завода «Серп и молот».
В 1960—1980-е годы в районе велось интенсивное жилищное строительство. Основным районом нового массива стало Салтовское плато. Строительство Салтовского жилого массива началось в 1967 году. Впервые в городе были возведены 16-этажные дома, а впоследствии и единственный на то время в городе 24-этажный дом.
В 1970—1980-е годы, с введением в действие метрополитена, улучшилось транспортное обслуживание населения. В эти же годы были открыты новые предприятия торговли с современным оборудованием и удобными формами обслуживания. Открытый в 1968 году универмаг «Харьков» стал одним из крупнейших в республике. В 1972 году вступил в строй один из первых на Украине универсамов, в 1975 году построен универмаг «Московский», в 1980 году открыл двери универмаг «Украина».
В этот период было немало сделано и в сфере образования, науки, культуры.
В годы перестройки произошли изменения во многих сферах производства и социальной жизни. В районе, как и в стране в целом, стали развиваться новые формы хозяйствования, меняться структура управления, распространяться демократизация и гласность.

### В годы независимости Украины

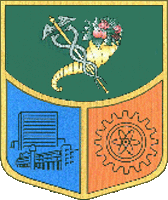
Герб Салтовского района.

В середине 1990-х гг. было переименовано ряд улиц и подобных объектов района.
За постсоветское время в районе была пущена и наращена третья Алексеевская линия Харьковского метрополитена, был восстановлен или построен ряд храмов, а также появились новые памятники, реконструирована набережная.
В 1997 году было отпраздновано 60-летие района Харькова.
Наряду с государственным украинским языком, в районе Харькова русский язык был объявлен вторым рабочим в 1996 году и вторым официальным в 2000 году, а в 2006 году — региональным.
В 2007 году было отпраздновано 70-летие района Харькова
В 2010 году Салтовский район Харькова был признан одним из лучших районов по качеству жизни на Украине.
В 2012 году осуществлено переименование более 10 районных улиц.
27 апреля 2014 года произошли стычки между проукраински настроенными участниками марша «За единство Украины» (в том числе футбольными болельщиками («ультрас») харьковского «Металлиста» и днепропетровского «Днепра») и настроенными пророссийки сепаратистами Украины с георгиевскими ленточками. В результате столкновений пострадали 3 человека.
В 2017 году было отпраздновано 80-летие района Харькова.
11 мая 2022 года решением городского совета Московский район был переименован на Салтовский с целью дерусификации, что стало следствием нападения России на Украину 24 февраля 2022 года.

## Промышленность и торговля
- В Салтовском районе более 1500 объектов торговли и бытового обслуживания.
- Работают 14 рынков.
- Торговых площадки на 7 000 торговых мест
- Расположено 642 киоска.

В сфере услуг занято более 14 тыс. человек.

### Развлекательные объекты
- Парк Победы.

### Предприятия
На территории района работают 33 промышленных предприятия, среди которых — АО «Автрамат», ЗАО "Хлебзавод «Салтовский», АО «ХЭЛЗ», ООО «Промэлектро».
Ранее был так же Ха́рьковский моторострои́тельный заво́д «Серп и мо́лот», но вследствие коррупционных махинаций и искусственного обанкрочивания предприятия, завод прекратил своё существование и был вырезан на металлолом. Ныне на территории предприятия находится пустырь из строений осталась лишь баня перестроенная в псевдоэлитное заведение и памятник заводчанам погибшим во время Великой Отечественной войны.

## Наука и образование
На территории района функционирует 8 НИИ, среди которых ведущие в своих отраслях: Научно-исследовательский и проектно-конструкторский институт технологии машиностроения, Научно-исследовательский институт лазерных технологий, Научно-исследовательский институт неврологии, психиатрии и наркологии, Научно-исследовательский институт охраны здоровья детей и подростков.
Система образования в районе представлена всеми видами учебных заведений.

### Высшие учебные заведения
- Харьковский региональный институт государственного управления Национальной академии государственного управления при Президенте Украины;
- Украинская академия железнодорожного транспорта.
- 7 профессионально-технических учебных заведения и учебно-производственный центр профтехобразования № 2, в которых обучаются около 7 тыс. подростков.

### Школы и дошкольные учреждения
На территории района действуют 37 общеобразовательных школ. В них обучается около 25 тыс. детей, в том числе около 600 детей — в частных школах; работает более 2500 педагогов.
В школах созданы 11 музеев военно-патриотического воспитания и историко-краеведческого направления.
В дошкольных учебных учреждениях обучаются более 6 тыс. детей.
Действуют 32 дошкольных учреждений, из них:
- 27 — общего развития,
- 3 — комбинированного типа,
- 1 — санаторного типа,
- 1 — специализированного типа,

В Салтовском районе родилась и выросла известный педагог Ирина Марущенко. В Парке Машиностроителей установлен бюст, посвященный заслугам и выдающимся результатам Ирины в работе с детьми из исправительных колоний.

## Культура
В районе действует 23 учреждения культуры, в том числе:
- подростковый клуб «Ровесник» (с филиалом «Смена» и ОСП),
- детская художественная школа № 2 имени Левченко,
- музыкальная школа № 15 имени Моцарта,
- школа искусств № 3 с двумя филиалами,
- центральная библиотечная сеть, объединяющая 13 массовых библиотек, книжный фонд которых составляет более 100 тыс. экземпляров,
- Дворец культуры НПП «ХЭМЗ».

Городской музей им. К. И. Шульженко; работает Харьковская областная пожарно-техническая выставка, единственный на Украине районный музей — диорама «Афганистан — как это было»; экспозиция истории Салтовского района.

## Спорт и внешкольная деятельность
- 2 спортивные школы (ДЮСШ № 4, 13), которые посещают около 3 тысяч детей.

Культивируется 37 различных видов спорта.
На протяжении последних 9 лет район занимает 1 место в городском смотре-конкурсе по физкультурно—оздоровительной и спортивно- массовой и последних, 14 лет — в городской спартакиаде «Юность».
Есть клуб юных моряков, центр внешкольного образования «Мечта», областная станция юных ассенизаторов, в которых занимаются около 2,5 тыс. детей.
Работают 13 клубов по месту жительства, которые посещают около 1 тыс. детей и подростков:
— «Салтовчанин», Тракторостроителей, 103а
— «Золотые колёса», Гв. Широнинцев, 52
— «Мозаика», Бучмы, 34а
— «Сюрприз», Непокорённых, 45
— «Имени Синявского», Гв. Широнинцев, 73д
— «Романтик», Непокорённых, 68б
— «Лада», Валентиновская, 23а
— «Эстет», Гв. Широнинцев, 59а
— «Меридиан», Гв. Широнинцев, 49а
— «Пешка», Ак. Павлова, 132а
— «Энергия», Юбилейный, 69а
— «Юность», Юбилейный, 68
— «Этюд», Героев Харькова, 193.
На территории района расположен Харьковский городской Дворец детского и юношеского творчества, где организованы разнообразные спортивные секции, кружки, творческие коллективы, в которых занимаются более 5 тыс. детей.
Есть СДЮСШОР по фигурному катанию и хоккею (бывший Салтовский лёд).

## Медицина
9 лечебно-профилактических учреждения района, где предоставляется медицинская помощь около 370 тыс. жителей Салтовского, Немышлянского, Слободского и Киевского районов города Харькова.